# 김한겸
김한겸(1949년 7월 26일 ~ )은 대한민국의 정치인이다. 제5·6대 거제시장을 역임했다.

## 역대 선거 결과
|  | 67.3% |

|  | 57.14% |

|  | 45.67% |

|  | 0% |

|  | 32.8% |

|  | 45.55% |